# VC Zoersel
 VC Zoersel is de Belgische volleybalclub uit de gelijknamige deelgemeente van Zoersel, de club is opgericht in 1970. De hoogst spelende mannenploeg komt uit in de Liga B. De vrouwen spelen in Eerste Divisie, de derde hoogste klasse.

## Team

### Heren 2019-2020
Coach:  Wim Truyen
Assistent-Coach:  Patrick De Cnodder
| #  | Nat.            | Naam            | Positie                 | Lengte |
| -- | --------------- | --------------- | ----------------------- | ------ |
| 1  | Vlag van België | Maeriën Flor    | Opposite/Outside-spiker | 1m95   |
| 2  | Vlag van België | Buylinckx Stef  | Middle-blocker          | 1m94   |
| 3  | Vlag van België | Van Looy Arno   | Middle-blocker          | 1m93   |
| 4  | Vlag van België | Verboomen Maxim | Outside-spiker          | 1m82   |
| 5  | Vlag van België | Truyen Jari     | Setter                  | 1m85   |
| 6  | Vlag van België | Belmans Ben     | Middle-blocker          | 1m95   |
| 8  | Vlag van België | Speckstadt Arne | Outside-spiker          | 1m92   |
| 9  | Vlag van België | Speckstadt Sam  | Outside-spiker          | 1m96   |
| 10 | Vlag van België | Smits Maarten   | Setter                  | 1m88   |
| 11 | Vlag van België | Jansegers Ruben | Outside-spiker/Libero   | 1m95   |
| 12 | Vlag van België | Janssens Pieter | Opposite                | 1m97   |
| 13 | Vlag van België | Merckx Jonas    | Opposite                | 1m96   |
| 14 | Vlag van België | Corthaut Sam    | Libero                  | 1m84   |